# Большой Шуберь
Большо́й Шубе́рь (ранее Чува́ш-Шубе́рь) — деревня в Граховском районе Удмуртской Республики. Входила в состав Порымозаречное сельское поселение до его упразднения в 2021 году. Вместе с деревней Благодатное образует единственное место компактного проживания чуваш в Удмуртской Республике.
1. ↑  Каталог населённых пунктов Удмуртской Республики. Численность постоянного населения на 1 января 2012 года